# Act of Union (1800)

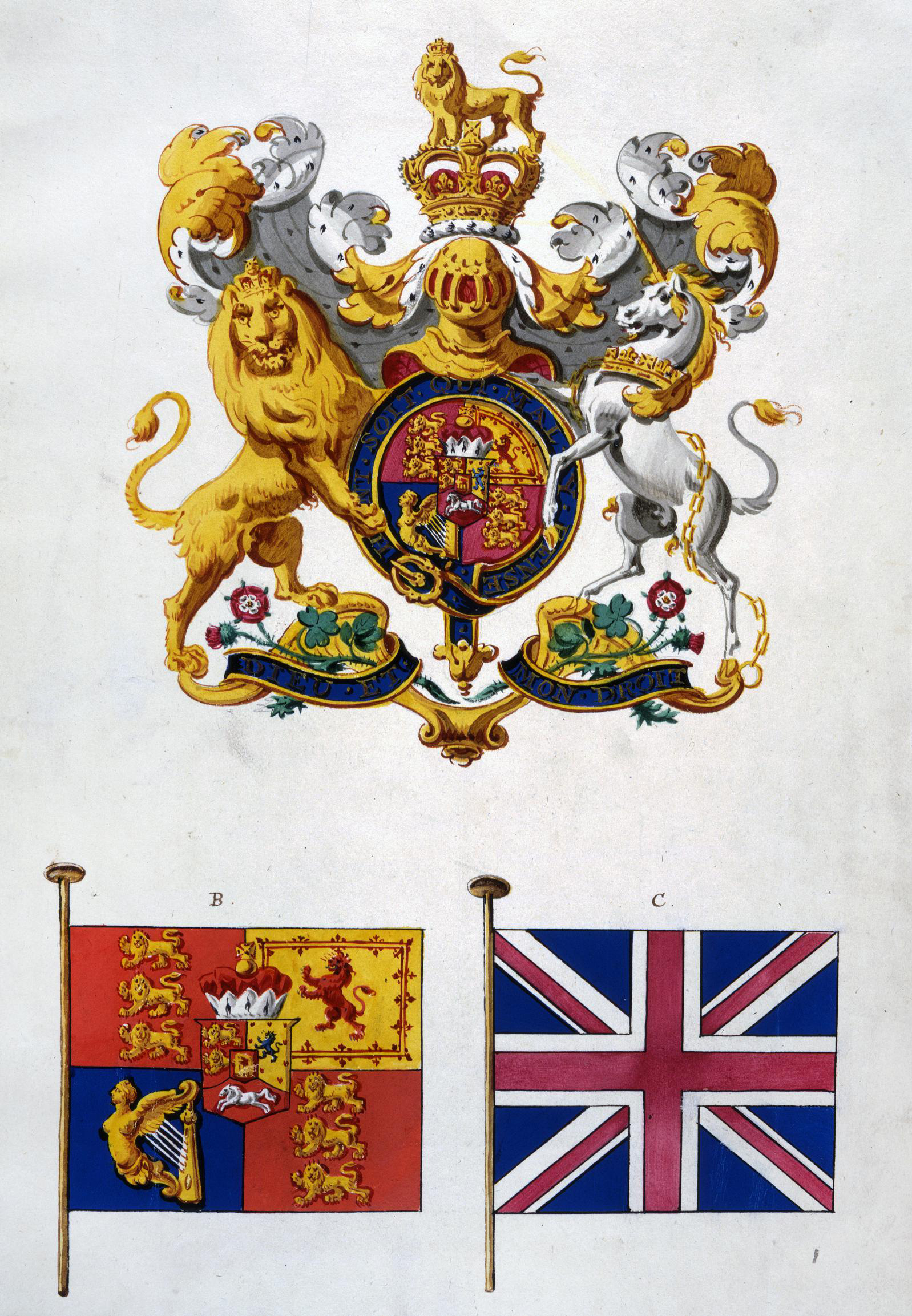
De koninklijke wapens, koninklijke standaard en nationale vlag van het Verenigd Koninkrijk, goedgekeurd op 5 november 1800.

De Act of Union was een wet in 1800 in Ierland, met een vergelijkbare wet in Engeland, Union with Ireland Act, waarbij het huidige Verenigd Koninkrijk gecreëerd werd. Met de wetten kwam tussen het Koninkrijk Groot-Brittannië en het Koninkrijk Ierland een unie tot stand, die verderging als het Verenigd Koninkrijk van Groot-Brittannië en Ierland.
Ierland en Engeland vormden al sinds 1541 een personele unie, beide koninkrijken werden vanaf die datum steeds geregeerd door hetzelfde koningspaar. Zowel Engeland als Ierland vormden een personele unie met Schotland sinds 1603, waarna Schotland en Engeland staatsrechtelijk werden samengebracht tot één staat door de Acts of Union van 1707.
Het ging om twee aparte wetten: de Union with Ireland Act, die aangenomen werd door het Britse parlement, en de Act of Union, aangenomen door het Ierse parlement. De wetten werden in 1800 aangenomen en kregen op 1 januari 1801 kracht van werking.
De Britse regering drukte de unie door na de Franse Revolutie in 1789 en de Ierse opstand van 1798. Zij hoopte zo de Ierse bevolking een eerlijkere vertegenwoordiging in de regering te geven en daardoor verdere onrust te voorkomen. Bij de eerste stemming in het Ierse Lagerhuis kreeg de wet niet genoeg stemmen (104 tegen 109), maar bij de tweede stemming werd wel een meerderheid behaald (158 tegen 115). De Britse regering wist de meeste critici voor zich te winnen door adellijke titels rond te strooien. Ook beloofden de Britten om rooms-katholieken toe te laten als parlementsleden, hoewel deze belofte nadien door koning George III tenietgedaan werd. Pas vanaf 1829 konden katholieken lid van het Britse parlement worden.
In het nieuwe gecombineerde parlement kregen de Ieren 100 zetels in het Lagerhuis en 32 zetels in het Hogerhuis. Ook werd een nieuwe protestantse staatskerk gevormd, de United Church of England and Ireland.
Op de vlag van het nieuwe Verenigd Koninkrijk (de Union Flag) werd het Ierse kruis van Sint-Patrick toegevoegd aan het rode Sint-Joriskruis van de vlag van Engeland boven op het Andreaskruis van de vlag van Schotland. Deze vlag is tot op heden in gebruik als Britse vlag. De vlag van Wales werd niet opgenomen in de Union Flag, aangezien Wales al in 1282 door Engeland was geannexeerd. 

Op de Union Flag (Union Jack) werd het Ierse kruis van Sint-Patrick toegevoegd aan het rode Sint-Joriskruis van de vlag van Engeland boven op het Andreaskruis van de vlag van Schotland

Bij de afscheiding van Ierland in 1921 bleven de Act of Union-wetten bestaan. In de Republiek Ierland verdween de Ierse Act of Union pas in 1962 uit de wetboeken. De Britse Union with Ireland Act bleef in de Ierse wetboeken tot 1983. De twee wetten staan tot op de dag van vandaag in het Britse wetboek.